# Manuela Cacciamani
Manuela Cacciamani (Roma, 1976) è una produttrice cinematografica italiana. Amministratore delegato di Cinecittà dal 2024, come produttrice ha ricevuto una menzione speciale ai Nastri D'Argento 2022  per il suo impegno creativo.

## Biografia
Ha iniziato la sua carriera nel 1998 sul set del film Sogno di una notte di mezza estate, lavorando in seguito per registi come Martin Scorsese in Gangs of New York, Wes Anderson in Le avventure acquatiche di Steve Zissou e Steven Soderbergh in Ocean’s Twelve. Dopo un'esperienza presso Miramax a New York, nel 2006 ha fondato la casa di produzione One More Pictures e ha iniziato a collaborare con la factory creativa Direct 2 Brain, producendo lungometraggi, cortometraggi e spot per, tra gli altri, Prada, Rai, Pampers, Ministero della Salute, Coca Cola. Tra le sue produzioni audiovisive, il cortometraggio Unfitting, sul tema del body shaming, con la regia di Giovanna Mezzogiorno e la partecipazione di Carolina Crescentini, Ambra Angiolini, Massimiliano Caiazzo e Fabio Volo, e il fantasy movie Ötzi e il mistero del tempo, diretto da Gabriele Pignotta, con Alessandra Mastronardi, miglior film al Giffoni Film Festival 2018. I due lungometraggi Neverlake e Fairytale, da lei prodotti, sono stati, secondo il rapporto dell'Osservatorio dell'Audiovisivo del Consiglio d'Europa, tra i film italiani più visti in Europa nel 2014.
Ha prodotto videoclip per Fabri Fibra, Fedez, J-Ax, Jovanotti, Mina, Tiromancino. 
Ha vinto numerosi premi per la creazione di spot pubblicitari e video musicali, inclusi i Promax Awards e i Clio Awards.
Ha insegnato alla Scuola Holden e all'Istituto Europeo di Design e ricoperto il ruolo di Presidente dell'Unione Editori e Creators Digitali di ANICA dal 2021 al 2024.
Da luglio 2024 è Amministratore Delegato di Cinecittà.

## Filmografia parziale

### Produttrice
- Un oggi alla volta, regia di Nicola Conversa (2023)
- A voce nuda, regia di Mattia Lobosco (2023)
- Unfitting, regia di Giovanna Mezzogiorno (2023)
- Il Maledetto, regia di Giulio Base (2022)
- La bambola di pezza, regia di Nicola Conversa (2022)
- I sognatori di mondi, regia di Carlo Alfano (2022)
- Pooh - Un attimo ancora, regia di Nicola Conversa (2021)
- Il viaggio degli eroi, regia di Manlio Castagna (2021)
- La regina di cuori, regia di Thomas Turolo (2020)
- Dolente bellezza, regia di Roberto Recchioni (2020)
- Reimagine, regia di Gianluca Mangiasciutti (2020)
- L'uomo dal Fiore in Bocca, regia di Gabriele Lavia (2019)
- Revenge Room, regia di Diego Botta (2019)
- Bar Giuseppe, regia di Giulio Base (2018)
- Happy Birthday, regia di Lorenzo Giovenga con la collaborazione di Terry Gilliam (2017)
- Ötzi e il mistero del tempo, regia di Gabriele Pignotta (2017)
- In fondo al bosco, regia di Stefano Lodovichi (2015)
- Neverlake, regia di Riccardo Paoletti (2013)
- Fairytale, regia di Christian Bisceglia, Ascanio Malgarini (2012)